# Wasseralfinger Bergbaupfad

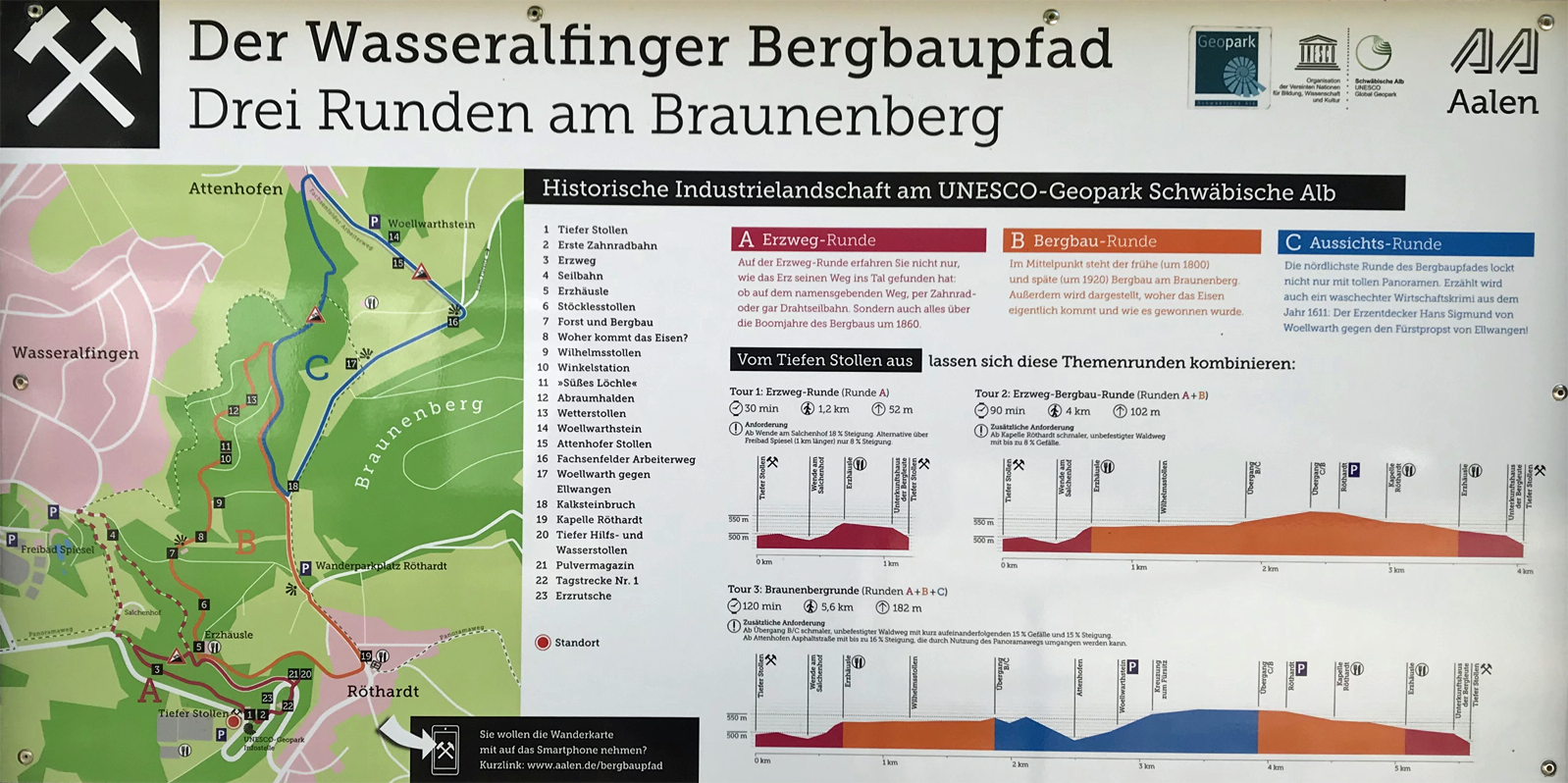
Wasseralfinger Bergbaupfad

Der Wasseralfinger Bergbaupfad ist ein 5,6 km langer, aus drei Runden bestehender Bergbaulehrpfad des Schwäbische Alb UNESCO Global Geopark unterhalb des Braunenbergs bei Aalen-Wasseralfingen. Er erinnert an den Abbau von Eisenerz, der dort von 1608 bis 1939 mit zeitweiligen Unterbrechungen stattfand. Die bedeutendste Station ist das Besucherbergwerk „Tiefer Stollen“.

## Geschichte

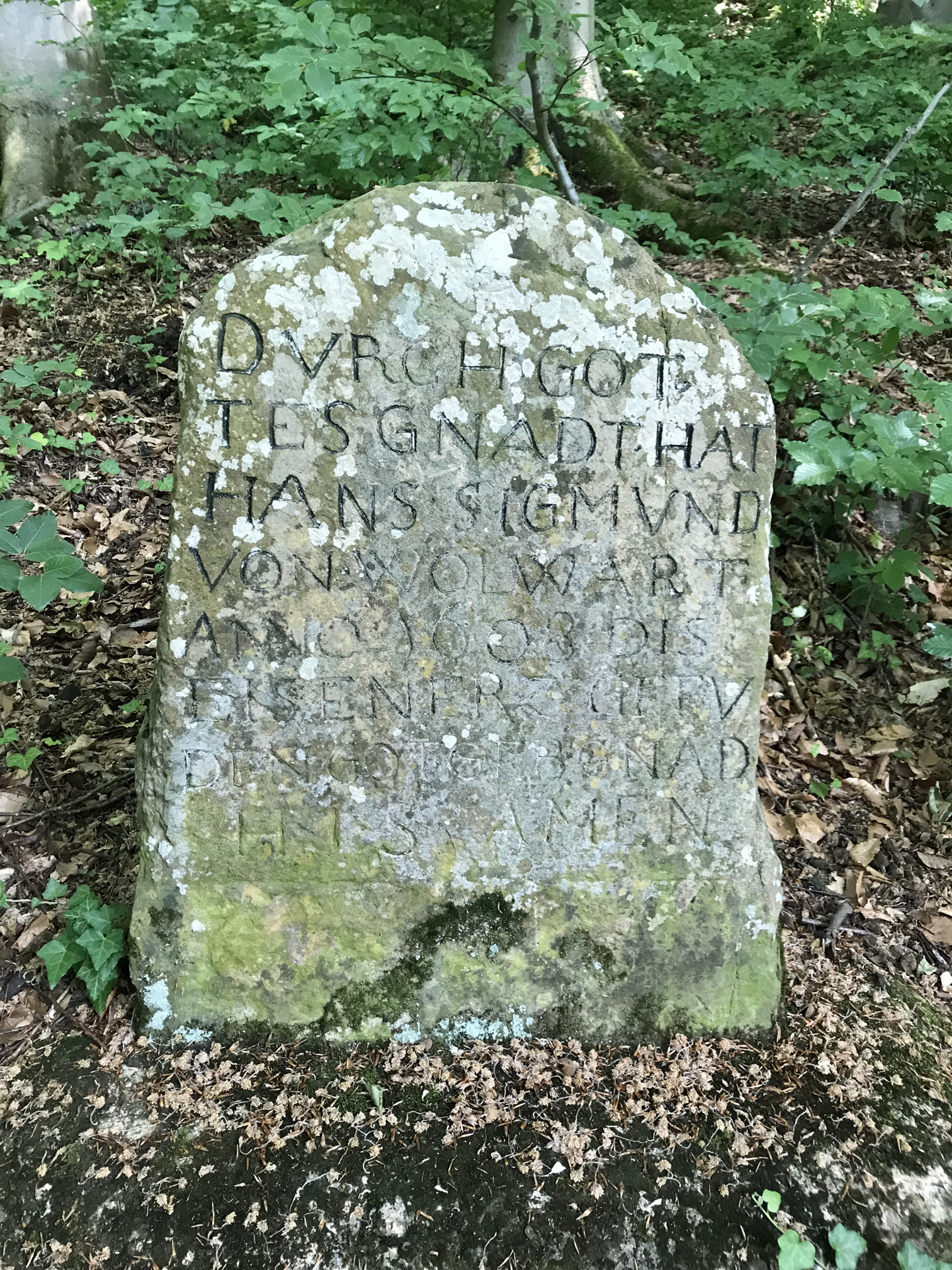
Woellwartstein. Die Inschrift lautet: DURCH GOTTES GNADT HAT HANS SIGMUND WÖLWART ANNO 1608 DIS EISENERZ GEFUNDEN. GOT GEB GNAD H. J. S. AMEN.

1608 stieß Hans Sigmund von Woellwarth aus der Linie Woellwarth-Fachsenfeld, zu dessen Herrschaft auch der Wasseralfinger Ortsteil Attenhofen gehörte, auf das Ende eines Eisenerzflözes. Den Fundort ließ er sogleich mit dem heute noch existierenden „Woellwarthstein“ (Station 14 des Bergbaupfades) kennzeichnen.
Für das Herausschmelzen des Eisens aus dem Gestein fehlte Woellwarth jedoch die erforderliche Holzkohle. Daher schlug er dem benachbarten Ellwanger Fürstpropst Johann Christoph von Westerstetten vor, dieser solle die Holzkohle liefern, die seine Köhler auf dem westlichen Härtsfeld produzierten. Dafür sollten alle Gewinne und Verluste aus der Eisenerzeugung geteilt werden. Der Fürstpropst bot Woellwarth stattdessen zunächst 20.000 und später 30.000 Gulden für die alleinigen Abbaurechte, worauf dieser sich nicht einließ. Am 26. August 1611 teilte der Fürstpropst mit, er sei inzwischen auf seinem eigenen Herrschaftsgebiet am Braunenberg ebenfalls auf den Flöz gestoßen. Die Erzgewinnung erfolgte ab jetzt durch die Ellwanger Fürstpröpste und der ursprüngliche Entdecker ging leer aus.
1669 veranlasste die Ellwanger Fürstpropstei die Errichtung einer Eisenschmiede in Wasseralfingen. Das Hüttenwerk Wasseralfingen ging 1671 in Betrieb. Nachdem das Eisenerz zunächst im Tagebau gewonnen wurde, wurden um 1680 die ersten Stollen in den Berg getrieben, aus denen allerdings aufgrund schlechter Bauweise jeweils nicht sehr lang gefördert werden konnte. Der nach dem letzten Ellwanger Fürstpropst Clemens Wenzeslaus von Sachsen benannte „Clemensstollen“ bildete ab Anfang des 19. Jahrhunderts zusammen mit dem „Tiefen Hilfs- und Wasserstollen“ eine ertragreicheren Erzabbau.
1803 ging das Hüttenwerk im Rahmen der Mediatisierung an das künftige Königreich Württemberg. Um 1860 stammten rund 80 Prozent der württembergischen Eisenproduktion aus Wasseralfingen. Ab den 1870er Jahren verlor der Bergbau am Braunenberg zunehmend an Bedeutung, da es andernorts eisenreichere Erze gab, die sich günstiger abbauen ließen. Nach dem Ersten Weltkrieg wurde der Abbau wiederbelebt, 1939 aber gänzlich eingestellt.
Der Bergbaupfad wurde 1979 eingerichtet. Das bis dahin zugemauerte Mundloch der ehemaligen Eisenerzgrube „Wilhelm“ wurde in diesem Zusammenhang mit einem Gittertor versehen. Durch das damit gesteigerte Interesse der Öffentlichkeit angeregt, wurde die Eisenerzgrube ab 1986 als Schaubergwerk „Tiefer Stollen“ aufgewältigt. Der Wasseralfinger Bergbaupfad ist seit 2015 ein geologischer Lehrpfad des Schwäbische Alb UNESCO Global Geoparks.

## Drei Runden mit 23 Stationen
Der Wanderweg besteht aus drei Runden:
| Runde | Beschreibung |
| ----- | --- |
| A     | Erzwegrunde Der rot ausgeschilderte kurze Weg im Süden um das Besucherbergwerk „Tiefer Stollen“ erläutert, wie das Erz vom Berg ins Tal zum Hüttenwerk in Wasseralfingen gebracht wurde. Diese Runde kann in Richtung Freibad Spiesel verlängert werden. |
| B     | Bergbaurunde Der orange ausgeschilderte Weg beschäftigt sich mit dem frühen und späten Bergbau am Braunenberg. |
| C     | Aussichts-Runde Der blau ausgeschilderte Weg im Norden erschließt Panoramablicke und thematisiert die Anfänge des Erzabbaus im 17. Jahrhundert. |

Alle drei Runden können auch in einer Länge von 5,6 Kilometern und 182 Höhenmetern am Stück gelaufen werden. Der zusätzliche Abschnitt der Runde A in Richtung Freibad Spiesel verlängert den Rundweg um 1,0 Kilometer und 20 Höhenmeter. Die Wanderung kann an den Parkplätzen beim „Tiefen Stollen“, Freibad Spiesel oder Restaurant Erzgrube oder an den Wanderparkplätzen in Röthardt und am Woellwarthstein begonnen werden.
Entlang des Bergbaupfades befinden sich 23 Stationen mit Informationstafeln:
| Station | Beschreibung | Runde | Bild |
| ------- | --- | ----- | ---- |
| 1       | Tiefer Stollen Als tiefstgelegener Stollen der Erzgrube „Wilhelm“ diente der „Tiefe Stollen“ ab 1840 primär zur Entwässerung des Stollensystems sowie zum Transport des Erzes aus dem Berg. Heute ist er ein Besucherbergwerk und Heilstollen        | A     |      |
| 2       | Erste Zahnradbahn Von 1876 bis 1924 transportierte eine Zahnradbahn viermal täglich Eisenerz ins Tal und Hochofenschlacke zur Halde auf dem Berg. | A     |      |
| 3       | Erzweg Der Erzweg am Braunenberg verlief zunächst vom „Clemensstollen“ und „Tiefen Hilfs- und Wasserstollen“ über das Erzhäusle zum Hüttenwerk. Seit 1840 entstand zusätzlich eine Wegvariante zum „Tiefen Stollen“.                                 | A     |      |
| 4       | Seilbahn Zum Transport des Erzes vom Stollen „Süßes Löchle“ sowie des Kalks vom Steinbruch, der für die Verhüttung wurde 1924 eine 1,7 Kilometer lange Seilbahnstrecke gebaut.                                                                       | A     |      |
| 5       | Erzhäusle Bevor das Haus am alten Erzweg das „Waldgasthaus Erzgrube“ wurde, diente es von 1694 bis 1911 Bergleuten als Unterkunftshaus. | B     |      |
| 6       | Stöcklesstollen Der Stollen, dessen Eingang etwa dreißig Meter links von der Informationstafel lag, war der älteste im ersten systematisch angelegten Stollensystem im Braunenberg.                                                                  | B     |      |
| 7       | Forst und Bergbau Holzkohle von Köhlern auf dem Härtsfeld diente als Brennstoff, um in den Hochöfen der Wasseralfinger Hüttenwerke das Eisen aus dem Gestein herauszuschmelzen. Bis zu 200.000 Zuber Holzkohle fraßen die Hochöfen um 1850 jährlich. | B     |      |
| 8       | Woher kommt das Eisen? Die Menschen lernten um 500 v. Chr., das Eisen aus dem Erzgestein herauszuschmelzen. | B     |      |
| 9       | Wilhelmstollen Der Stollen diente ab 1818 zunächst zur Belüftung des „Clemensstollens“ und wurde bis in die 1860er Jahre auch als Förderstollen genutzt.                                                                                             | B     |      |
| 10      | Winkelstation Als Bindeglied der Seilbahnstrecken zwischen Verladestation am Kalksteinbruch und Entladestation diente eine Winkelstation. Ihre Fundamente sind heute noch erkennbar.                                                                 | B     |      |
| 11      | Süßes Löchle Mit der Wiederbelebung des Bergbaus am Braunenberg nach dem Ersten Weltkrieg entstand ab 1921 auch das „Süße Löchle“. Dieser Stollen sollte die nördlicheren Erzschichten erschließen.                                                  | B     |      |
| 12      | Abraumhalde Mit der Schlacke von den Hochöfen wurden künstliche Halden, erzeugt, die dem Albtrauf vorgelagert und inzwischen überwachsen sind. | B     |      |
| 13      | Wetterstollen Der Stollen wurde 1921 angelegt und versorgte das „Süße Löchle“ nicht nur mit frischer Luft. Wahrscheinlich wurde hier auch Eisenerz abgebaut.                                                                                         | B     |      |
| 14      | Woellwarthstein Hans Sigmund von Woellwarth aus der Linie Woellwarth-Fachsenfeld ließ einen Stein an der Stelle errichten, wo er 1608 südöstlich von Attenhofen auf Eisenerz gestoßen war.                                                           | C     |      |
| 15      | Attenhofer Stollen Dieser Belüftungsstollen wurde von 1920 bis 1939 genutzt und ermöglichte den Bergleuten auch den unterirdischen Durchgang von Attenhofen bis zum Erzscheideplatz am „Tiefen Stollen“.                                             | C     |      |
| 16      | Fachsenfelder Arbeiterweg Bergarbeiter aus Fachsenfeld legten täglich bis zu dreizehn Kilometer Arbeitsweg zurück. | C     |      |
| 17      | Woellwarth gegen Ellwangen Zwischen 1608 und 1611 gab es zwischen Hans Sigmund von Woellwarth und dem Ellwanger Fürstpropst Johann Christoph von Westerstetten eine Kontroverse um den Erzabbau, die zugunsten Ellwangen ausging.                    | C     |      |
| 18      | Kalksteinbruch Von 1924 bis 1939 transportierte die Seilbahn Kalk aus dem nahen Steinbruch von der Verladestation zur Winkelstation. | C     |      |
| 19      | Kapelle Röthardt Die barocke Kapelle wurde am 11. September 1775 nach elf Jahren Bauzeit vom Augsburger Weihbischof geweiht. | B     |      |
| 20      | Tiefer Hilfs- und Wasserstollen Dieser Stollen und der „Clemensstollen“ bildeten Anfang des 19. Jahrhunderts die einträglichsten Hauptförderstollen.                                                                                                 | A     |      |
| 21      | Pulvermagazin Traditionell schlugen die Bergleute mit Schlägel und Eisen große Stücke aus den Stollenwänden und zerkleinerten sie auf tragbare Größen. Diese mühsame Arbeit erleichterte ab 1753 die Sprengtechnik.                                  | A     |      |
| 22      | Tagstrecke Nr. 1 1840 entstand das langlebigste und ergiebigste Stollensystem am Braunenberg: die „Tagstrecke Nr. 1“ und der „Tiefe Stollen“. | A     |      |
| 23      | Erzrutsche Anfang der 1920er Jahre wurde das Erz vom „Süßen Löchle“ über eine Erzrutsche zum Erzscheideplatz transportiert. Von dort ging es dann per Zahnradbahn ins Tal zum Hüttenwerk.                                                            | A     |      |